# 布瓦夫萊省
6°59′N 5°45′W / 6.983°N 5.750°W

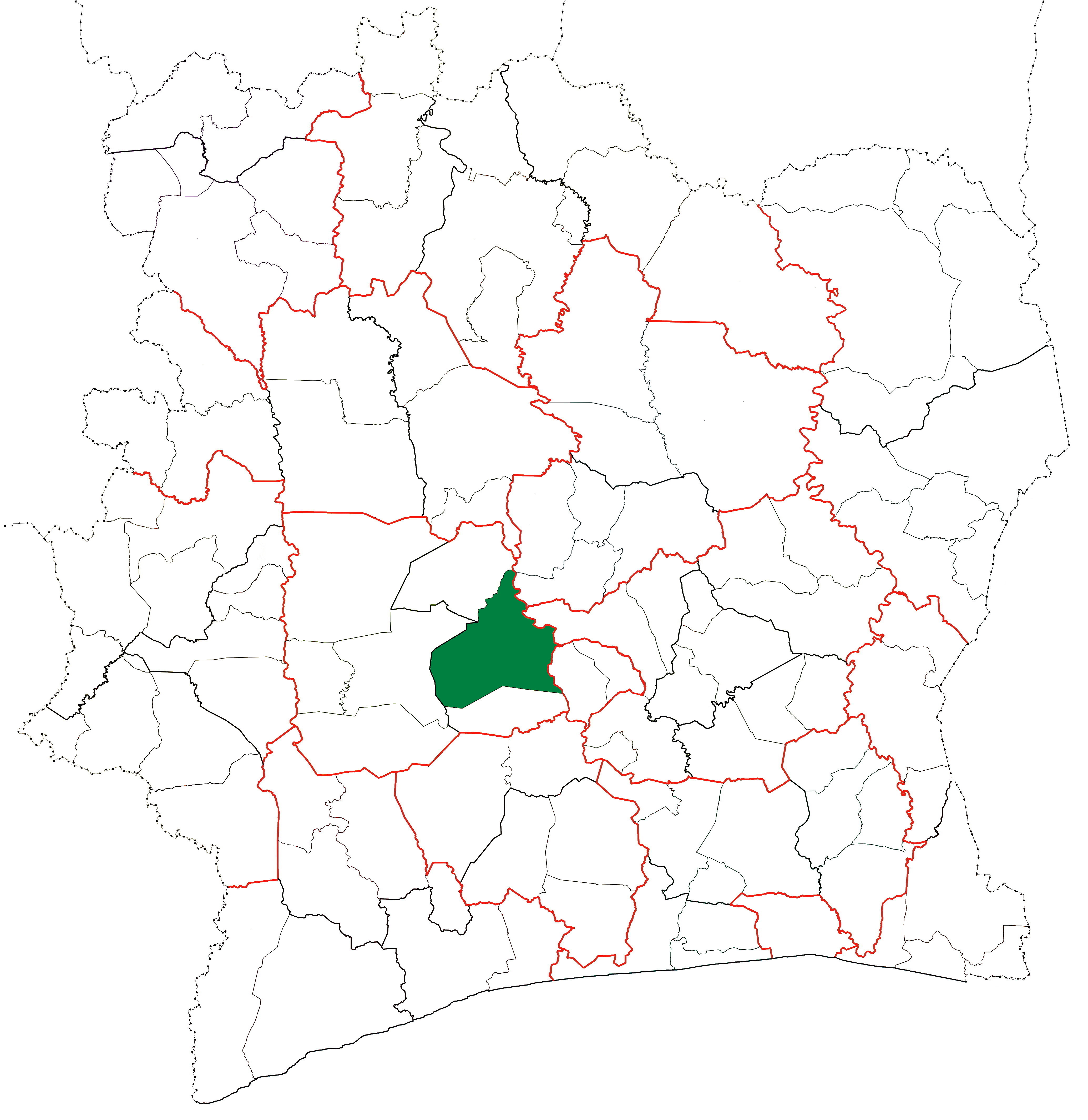

布瓦夫萊省（Bouaflé Department），是科特迪瓦的省份，位於該國中部薩桑德拉-馬拉韋區，由馬拉韋區負責管轄，首府設於布瓦夫萊，成立於1969年，面積4,222平方公里，2014年人口409,683，人口密度每平方公里97人。